# 고다 히데마사
고다 히데마사(일본어: 甲田 英將, 2003년 10월 2일~)는 일본의 축구 선수이다.

## 구단 경력
그는 2022년 J1리그의 나고야 그램퍼스에 입단했다. 2023년 6월 J2리그의 도쿄 베르디로 이적했다. 2023년 J2리그 3위를 기록하여 J1리그로 승격했다. 2024년 J2리그의 미토 홀리호크로 이적했다. 2025년 에히메 FC로 이적했다.